# Herramienta de eliminación de software malintencionado de Windows
Herramienta de eliminación de software malintencionado de Windows es una aplicación distribuida de forma gratuita, desarrollada por Microsoft para el sistema operativo Microsoft Windows. Lanzada el 13 de enero de 2005, es una herramienta antivirus ejecutada a petición del usuario que analiza partes específicas del sistema y elimina la infección. Es distribuida y actualizada vía Windows Update, pero puede descargarse también en forma separada.
El programa es actualizado el segundo martes de cada mes vía Windows Update, y se ejecuta una sola vez en segundo plano, informando al usuario si se ha encontrado una infección. El usuario puede ejecutar manualmente la herramienta escribiendo «mrt.exe» en el cuadro de diálogo Ejecutar o en el símbolo del sistema. La herramienta guarda sus resultados en un archivo de registro localizado en %WinDir%\debug\mrt.log.
La herramienta está configurada para enviar a Microsoft informes anónimos de las infecciones producidas. Este comportamiento está descrito en el contrato de licencia de la herramienta, y puede desactivarse.
En un informe de junio de 2006, la compañía reportó que la herramienta eliminó 16 millones de instalaciones de software malicioso de 5.7 millones de computadoras desde su lanzamiento en 2005. El informe también estipuló que, en promedio, la herramienta quita software malicioso de una de cada 311 computadoras de entre las que se ejecuta.